# Ткоч, Ярослав
Ярослав Ткоч (пол. Jarosław Tkocz; 25 февраля 1973, Рыбник, Польша) — польский футболист, вратарь.

## Карьера
Профессиональную карьеру начинал в 1989 году в клубе «ФК ROW 1964» из его родного города. В 1992 году перебрался в «Напшуд» из города Рыдултовы. Его карьера шла по нарастающей. Постепенно поднимался из третьей по уровню польской лиги сначала во вторую, а затем — в первую. На высшем уровне Ткоч играл только за «Катовице», в её составе Ярослав стал лучшим вратарем чемпионата Польши, с ней же в 2003 году завоевал своё главное, по его словам, достижение в карьере бронзовые медали чемпионата страны. Из «Катовице» получил вызов в сборную Польши. Однако в составе национальной команды ему выступить не удалось, проведя с ней несколько сборов. В январе 2004 когда Ярослав захотел повысить квалификацию и сменить обстановку и уехал из привычной и знакомой Польши, перебравшись в российский «Шинник» из Ярославля. В российской Премьер-Лиге дебютировал 21 марта того же года в матче 2-го тура на выезде против «Ростова». В начале того сезона вытеснил из ворот Евгения Сафонова. 5 мая 2004 года в полуфинальной встрече кубка России против грозненского «Терека» на выезде получил травму, но всё-таки доиграл матч до конца. Но уже после матча с казанским «Рубином» 8 мая 2004 года повторно повредил локоть. Однако, выйдя в стартовом составе 12 мая того же года в домашнем кубковом матче против «Терека», усугубил травму. Перенеся операцию, восстановился он только в конце сезона. В сезоне 2005 года участия в матчах чемпионата России не принимал, проведя в том году 2 матча в кубках страны разных сезонов и три матча в первенстве дублирующих команд. Завершал же карьеру игрока в екатеринбургском «Урале». По завершении карьеры стал тренером. С 2009 по 2013 год тренировал вратарей в «Гурнике» из Забже. А с 2013 года по настоящее время работает с вратарями в национальной сборной Польши.

## Достижения

### Командные
«Катовице»
Бронзовый призёр Чемпионата Польши: (1)
- 2002/03;

### Личные
Лучший вратарь чемпионата Польши:
- 2002/03